# Leucobryum albicans
Leucobryum albicans là một loài Rêu trong họ Dicranaceae. Loài này được (Schwägr.) Lindb. mô tả khoa học đầu tiên năm 1863.